# Verdigris
Verdigris (starofr. vert de Grece: grčko zelenilo) je stariji pigment dobiven umjetnim putem. Hidratizirani bakreni(II) acetat je svjetlije plavičasto zelene obojenosti, kada je pomiješan sa smolnim sredstvom koji daju otpornost bakru postojaniji je od čistog pigmenta. Nepostojan je prema atmosferilijama i djeluje otrovno. Odbačen je početkom 20. stoljeća.
Bakreni(II) acetat, Cu(CH3COO)2·H2O, kristalizira u obliku tamnoplavih prizama, služi kao pigment, adstringens, slabo sredstvo za jetkanje te za elektroplatiranje bakrom.
Verdigris je uobičajeni naziv za zeleni pigment dobiven primjenom octene kiseline na bakrenim pločama ili prirodnu patinu koja nastaje kada se bakar, mjed ili bronca istroše i tijekom vremena izlože zraku ili morskoj vodi. Obično je bazični bakreni karbonat (Cu2CO3(OH)2), ali u blizini mora pretvorit će se u bakreni klorid (Cu2(OH)3Cl). Ako je u vrijeme vremenskih prilika prisutna octena kiselina, ona se može sastojati od bakrenog(II) acetata.

## Povijest
U početku se verdigris dobivao na visećim bakrenim pločicama iznad vrućeg octa u zatvorenoj posudi, sve dok se na bakru nije stvorila zelena kora. Drugi način dobivanja pigmenta verdigris, koji se koristio u srednjem vijeku, bio je pričvršćivanje bakrenih traka na drveni blok s octenom kiselinom, a zatim bi se zakopao zapečeni blok u gnoju. Nekoliko tjedana kasnije lonac je iskopan i verdigris je sastrugan. U Montpellieru, u 18. stoljeću u Francuskoj, proizvodio se u podrumima za kućanstvo, "gdje su bakrene ploče bile slagane u glinene posude napunjene destiliranim vinom". Verdigris su tjedno sastrugale žene ukućana.
Kemijska reakcija dobivena između vina i bakra radi dobivanja verdigrisa može biti povezana s vlastitim postupkom oksidacije vina. Druga metoda koja je korištena u ranom 19. stoljeću odnosila se na reakciju otopine bakrenog sulfata s otopinama olova, barija ili kalcijevog acetata. Njihovi su sulfati netopljivi, stvaraju talog i ostavljaju bakreni acetat u otopini.

## Patina
Patina (tal., od lat. patina: zdjela, tava) je zelenkast, smeđ ili crn sloj oksida koji se stvara na površini metalnih predmeta pod utjecajem vlage i zraka. Patina štiti metalni predmet od korozije. Redovita je pojava kod predmeta od bakra ili bakrenih slitina (osobito bronce), na kojima se stvara fini svijetlozeleni sloj. Umjetna i imitirana patina postiže se različitim kemijskim sredstvima; često se primjenjuje s namjerom da umjetničkim i umjetničkoobrtničkim predmetima dadne privid veće starosti. O patini se govori i kod arhitektonskih objekata, zbog djelovanja oborina, čađe i onečišćena zraka, te kod slika, na kojima nastaje zbog tamnjenja nestabilnih boja.

### Stečene, prirodno nastale patine
Zelena patina koja prirodno nastaje na bakru ili bronci, ponekad se naziva i verdigrisom, sastavljena je od miješavine klorida, sulfida i karbonata. Atakamit je naziv minerala koji je sastavni dio nekih patina(klorid), a verdigris je opet više specifičan umjetni oblik te može nastati u dodiru bakra i octa ili octene kiseline. Kako je isti spoj vodotopiv, ne može ga se koristi u vanjskim uvjetima i češće je korišten kao pigment. Jedan od primjera patine je i zeleni površinski sloj koji nastaje na bakru, gdje nastaje bazični karbonat. Ovaj se sloj može formirati kako na bakru tako i na njegovim slitinama, kao što su bronca i mjed.
Često se na starom i korištenom vatrenom oružju razvija na mjestima gdje se istrošilo plavljenje, fosfatiranje ili nekog drugi zaštitni završni sloj. Takvo se oružje općenito smatra vrednijim od onog na kom je oštećen završni sloj obnovljen. Patina u tom slučaju štiti oružje od daljnjeg hrđanja do kog normalno dolazi na mjestima gdje je zaštitni sloj istrošen. Sloj patine obično nastaje tijekom duljeg izlaganja vanjskim uvjetima. Bakreni će krov brže razviti patinu od recimo bakrom opločenog pročelja, prije svega stoga što se na zakošenim površinama voda zadržava duže nego na okomitim. Kod građevina u blizini mora patina će se razviti brže nego u kontinentalnom dijelu. Na primjer u Londonu će za stvaranje patine trebati i pedesetak godina do nastanka za bakar tipične zelene patine. Pročelja optočena broncom ili mjedi izgledat će drugačije nego ona od čistog bakra. Kod bakrenih slitina moguće je danas čak i na dulje vrijeme zadržati zlatni izgled.

## Vanjske poveznice
|  | Zajednički poslužitelj ima još gradiva o temi Verdigris |